# Мильшина, Елена Александровна
Елена Александровна Мильшина (Дёмочкина; род. 8 мая 1971, Ишимбай, БАССР, РСФСР, СССР) — российская спортсменка, международные шашки, тренер и шашечный деятель. Гроссмейстер России (1999), международный гроссмейстер (2006) по международным шашкам.
Бронзовый призёр чемпионата Европы по международным шашкам 2018 года, первая в истории чемпионка мира по международным шашкам среди девушек (1989). Вице-чемпионка мира по молниеносным шашкам (2007), призёр чемпионатов Европы (серебро, 2004, бронза 2002), чемпионка России (классическая игра 1994,1995, быстрая игра 2001, 2006) (см. Чемпионы мира по международным шашкам среди женщин, Чемпионы России по международным шашкам среди женщин), серебряный (2004, 2005, 2007) и бронзовый (2002) призёр чемпионатов России. Обладательница Кубка Европейской конфедерации (2002).
Воспитанница шашечного клуба «Башнефть».
Первый тренер Ю. В. Черток, тренер в настоящее время Татаренко А.Ю.

## Семья
Супруг — Татаренко А.Ю.
Дети — Максим, Владимир.